# Riedelia stricta
Riedelia stricta là một loài thực vật có hoa trong họ Gừng. Loài này được Karl Moritz Schumann miêu tả khoa học đầu tiên năm 1904.

## Phân bố
Loài này được tìm thấy ở cao độ 500 m trên dãy núi Torricelli ở Kaiser-Wilhelmsland (tỉnh Sandaun ở tây bắc Papua New Guinea). Mẫu vật điển hình: F.R.R Schlechter s.n. do Rudolf Schlechter thu thập tháng 4 năm 1902.